# 유연 (제무왕)

제 무왕 유연(齊 武王 劉縯, ? ~ 23년)은 중국 양한교체기의 인물이다. 자는 백승(伯昇), 남양군 채양현(蔡陽縣) 출신이다. 후한의 초대 황제 광무제의 친형으로, 용릉병(舂陵兵)을 이끌며 신나라와의 싸움에서 활약했으나 정치적인 이유로 경시제에게 제거당했다.
그가 이끌던 세력은 광무제의 기반이 되었고, 후한 성립 후 아들이 제왕에 봉해지면서 제 무왕으로 추존되었다.

## 생애
신나라 말기에 각지에서 반란군이 발생하자, 호걸들을 불러모으고 신야현의 호족이며 매부인 등신(鄧晨)에게는 신야로, 광무제와 완현의 호족으로 역시 매부인 이통(李通)과 그의 사촌동생 이일(李軼)에게는 완으로 가서 거병하게 하고 자신은 용릉의 자제들을 모아 지황 3년(22년) 11월에 거병했다. 스스로 주천도부(柱天都部)를 일컫고 신시병·평림병과 합류해 녹림당의 산하에 들어갔다.
거병 초기에 장취(長聚)와 당자향(唐子鄕, 호양현에 속한 고을로 오늘날의 호양진 남)을 도륙했고, 극양현장 대행 잠팽을 쫓아내고 극양(棘陽, 현 신예현 북동)현을 함락했다. 북진해 전수대부(한나라의 남양태수에 해당) 진부·전수속정 양구사(梁丘賜)와 소장안취(小長安聚, 오늘날 난양시 완청구 와뎬진(瓦店镇)으로 추정)에서 싸워 대패해 누나 유원·아우 유중을 비롯한 종중 수십 명을 잃고 처음에 확보한 극양을 지켰다. 유연이 지자 신시병과 평림병은 돌아가려 했으나, 유연은 아우 유수와 이통을 보내 녹림당의 또 다른 분파인 하강병의 대장 왕상을 불러왔고, 유연이 직접 왕상을 설득해 하강병까지 연합에 참여하게 해 연합군의 해산을 막아냈다. 녹림당의 기세를 회복한 유연은 진부와 양구사가 치중을 둔 남향(藍鄕)을 습격해 치중을 죄다 뺏은 다음에 진부와 양구사를 쳐 무찌르고 추격해 진부와 양구사를 베었다. 신나라의 납언장군 장우와 질종장군 진무(陳茂)도 크게 무찌르고 완을 포위하면서 주천대장군(柱天大將軍)을 일컬었다.
진부와 양구사를 죽인 뒤로 인망이 높아져 왕상과 남양의 사대부들 사이에서 황제로 추대하려는 여론을 얻었으나, 신시병과 평림병, 그리고 하강병의 장앙은 유연을 통제할 수 없을 것이라 여겨 유연의 족형으로 평림병에 몸을 의탁하고 있었던 나약한 유현을 옹립할 의사를 밝혔다. 분쟁이 더 커지는 것을 원하지 않은 유연은 한 발 물러서 황제를 당장 옹립하지 않는 것을 제안했으나, 결국은 신시병과 평림병의 주장이 관철되어 유현이 즉위하고 연호를 경시라 하니, 곧 경시제다. 유연은 대사도가 되고 한신후에 봉해졌다. 평림병이 신야를 공격했으나 함락하지 못했는데, 신야재 반림(潘臨)은 성에 올라 사도에게라면 항복할 것이라 하고 이에 유연이 가서 반림의 항복을 받았다. 5월에 완을 함락했고, 6월에는 광무제가 곤양 전투에서 신나라를 크게 무찔러, 형제의 주가는 더욱 드높아졌다.
이에 불안해진 경시제와 경시제의 신하들은 유연을 죽일 계획을 세우고 장수들을 모았으나, 수의어사 신도건(申屠建)이 옥결(玉玦)을 경시제에게 보였음에도 경시제가 감히 실행하지 못하고 모임이 파했다. 번굉(樊宏)이 신도건의 행위를 말해주었으나 응답하지 않았다. 원래 유연과 함께 거병한 이일은 이 당시에는 경시제의 측근으로 있어 광무제가 이일을 주의하도록 권했으나 이도 듣지 않았다. 당초 유연 대신 경시제가 옹립된 것에 반감을 품고 있는 사람이 많았는데, 그 중 유연의 종중에 있는 장수 유직(劉稷)이 공공연히 경시제에 반대했다. 유직의 용맹함을 꺼린 경시제는 병사 수천 명을 보내 유직을 사로잡고 죽이려 했다. 유연은 유직을 위해 경시제와 다투었고, 이일·주유가 이를 기회로 유연도 함께 죽여버리자고 해 경시제에게 사로잡혀 죽었다.

## 가계
- 제무왕 유연
  - 제애왕 유장
  - 북해정왕 유흥: 유중의 양자로 입적